# Cynorta astora
Cynorta astora is een hooiwagen uit de familie Cosmetidae.